# Sinularia numerosa
Sinularia numerosa is een zachte koraalsoort uit de familie Alcyoniidae. De koraalsoort komt uit het geslacht Sinularia. Sinularia numerosa werd in 1970 voor het eerst wetenschappelijk beschreven door Tixier-Durivault. 